# (14366) Wilhelmraabe
(14366) Wilhelmraabe est un astéroïde de la ceinture principale.

## Description
(14366) Wilhelmraabe est un astéroïde de la ceinture principale. Il fut découvert le 8 septembre 1988 à Tautenburg par Freimut Börngen. Il présente une orbite caractérisée par un demi-grand axe de 2,79 UA, une excentricité de 0,08 et une inclinaison de 4,6° par rapport à l'écliptique.

## Compléments